# Sebastián Donadío
Sebastián Donadío (Buenos Aires, 5 de gener de 1972) és un ciclista argentí que s'ha especialitzat en la pista.

## Palmarès
- 2005
  - 1r als Sis dies de Torí (amb Marco Villa)
- 2006
  -  Campionat de l'Argentina en Madison
- 2009
  - 1r als Sis dies de Cremona (amb Walter Pérez)
  -  Campionat de l'Argentina en Scratch